# Maximilian Rupp
Maximilian Rupp (* 6. Januar 1995 in Püttlingen) ist ein deutscher Fußballspieler. Der Mittelfeldspieler, der auch in der Abwehr eingesetzt werden kann, spielt seit Sommer 2013 für den 1. FC Saarbrücken.

## Karriere
Rupp spielte bis 2013 in der Jugend des 1. FC Kaiserslautern. Dann wechselte er ins Saarland zum 1. FC Saarbrücken. In der Saison 2013/14 kam er vorwiegend in der Jugend zum Einsatz. Ab Oktober 2013 stand er oft im Kader der Profimannschaft. Am 14. Dezember 2013 kam er gegen Holstein Kiel zu seinem Profidebüt, als er in der 81. Minute für Maurice John Deville eingewechselt wurde. Bis zum Saisonende kam er noch zu zwei weiteren Drittligaspielen, einmal stand er sogar in der Startelf. Im Mai 2014 unterschrieb er einen bis 2016 laufenden Profivertrag.